# KLM Dutch Open 1989
Het KLM Dutch Open van 1989 werd op de Kennemer Golf & Country Club gespeeld. Het toernooi eindigde met de langste play-off uit de geschiedenis van de Europese Tour en werd gewonnen door José María Olazabal.
Er deden vier voormalige winnaars mee: Mark Mouland (1988), Gordon Brand Jr. (1987), Severiano Ballesteros (1980, 1986) en Paul Way (1982).
Het toernooirecord van 1989 was 64 en stond op naam van Michael Allen. 
Alleen de spelers die na twee rondes een score van 144 of minder hadden, mochten het weekend spelen. Geen enkele Nederlander haalde de cut. Er deden geen Belgen mee.

## Play-off
Drie spelers stonden na 4 ronden op de gedeelde eerste plek. Bij de eerste hole van de play-off haakt Chapman af. De play-off ging door met Rafferty en Olazabal en pas op de 9e hole won Olazabal met een dubbel-bogey.

## Eindstand
| Speler                       | Score           | Score | Rang |
| ---------------------------- | --------------- | ----- | ---- |
| José María Olazabal po       | 67-66-68-76=277 | -11   | 1    |
| Roger Chapman                | 70-67-71-69=277 | -11   | T2   |
| Ronan Rafferty               | 72-66-66-73=277 | -11   | T2   |
| Consant Smits van Waesberghe | 77-70=147       | +3    | MC   |
| Willem Swart                 | 72-75=147       | +3    | MC   |
| Chris van der Velde          | 72-75=147       | +3    | MC   |
| Willem Oege Goslings (Am)    | 75-73=148       | +4    | MC   |
| Bart Nolte (Am)              | 78-70=148       | +4    | MC   |
| Joost Steenkamer             | 75-73=148       | +4    | MC   |
| Brian Gee                    | 70-79=149       | +5    | MC   |
| Ruud Bos                     | 76-74=150       | +6    | MC   |
| Stéphane Lovey               | 76-76=152       | +8    | MC   |
| Guido Loning                 | 74-79=153       | +9    | MC   |
| Dick Dekker                  | 78-76=154       | +10   | MC   |
| Cees Borst                   | 78-78=156       | +12   | MC   |
| Tom O'Mahoney                | ?               |       |      |

1912 ··· 1972 · 1973 · 1974 · 1975 · 1976 · 1977 · 1978 · 1979 · 1980 · 1981 · 1982 · 1983 · 1984 · 1985 · 1986 · 1987 · 1988 · 1989 · 1990 · 1991 · 1992 · 1993 · 1994 · 1995 · 1996 · 1997 · 1998 · 1999 · 2000 · 2001 · 2002 · 2003 · 2004 · 2005 · 2006 · 2007 · 2008 · 2009 · 2010 · 2011 · 2012 · 2013 · 2014 · 2015 · 2016 · 2017 · 2018 · 2019 · 2020